# Obwód Grójec Armii Krajowej
Obwód Grójec – jednostka terytorialna Związku Walki Zbrojnej i Armii Krajowej.

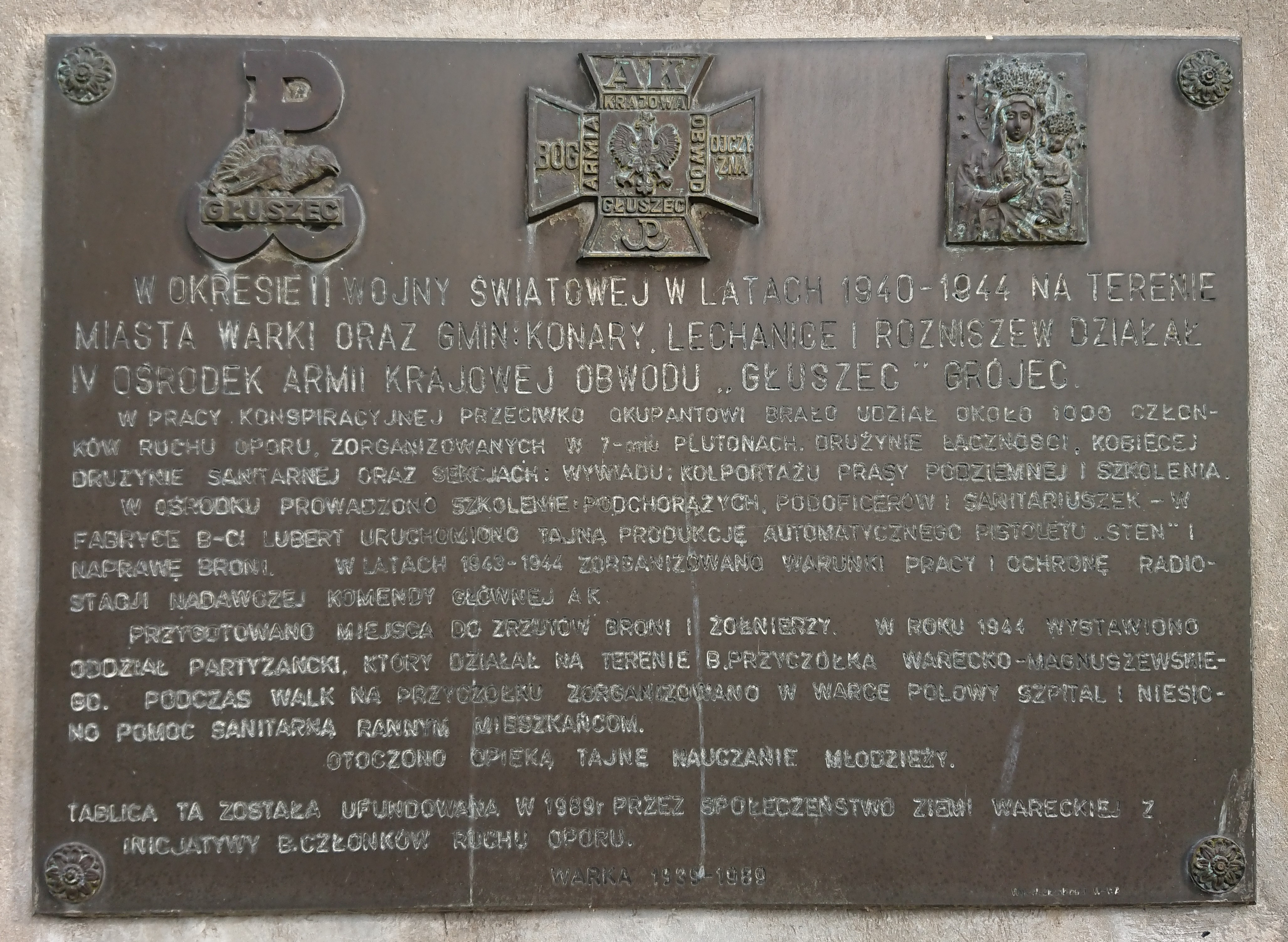
Tablica upamiętniająca działalność IV Ośrodka Obwodu „Głuszec” na ścianie kościoła Matki Bożej Szkaplerznej w Warce

Wchodził w skład Inspektoratu Sochaczew Podokręgu Zachodniego Obszaru Warszawskiego.
Operował na terenie powiatu Grójec. Nosił kryptonim „Głuszec”.
Zaszyfrowane rozkazy i meldunki przenosiła młodzież należąca do Szarych Szeregów. Bieżącą walkę, dywersję oraz wyroki śmierci na Niemcach i kolaborantach wykonywały Sekcje Specjalne AK, czyli tzw. Kedyw.
W połowie marca 1944 aresztowany został szef kontrwywiadu Obwodu Grójec kpt. Maciej Gabała ps. „Marek”. 27 marca 1944 miała miejsce największa akcja zbrojna zorganizowana przez AK na terenie Grójca, mianowicie uwolnienie więźniów z budynku zajmowanego przez gestapo (obecnie „Caritas”), w tym Macieja Gabały. Żaden z AK-owców nie zginął. Jeden z odbitych więźniów zmarł w kilka dni później na skutek wcześniejszego pobicia przez Niemców podczas śledztwa. Komendantem Obwodu Grójec AK był wówczas kpt. Dionizy Rusek ps. „Halny” i „Grań”. W odwecie za akcję Obwodu Grójec AK Niemcy rozstrzelali w Warszawie 20 zakładników. Planowali również rozstrzelać 50 Polaków na terenie powiatu grójeckiego, jednak tym planom sprzeciwił się starosta Werner Zimmermann.
W połowie stycznia 1945 Grójec został zdobyty przez Armię Czerwoną, a oddziały Armii Krajowej rozwiązane.